# Бечки музеј
Бечки музеј (  или Museen der Stadt Wien) је група музеја у Бечу коју чине музеји историје града. Поред главне зграде на Карлсплацу и Хермесвиле, група укључује бројне специјализоване музеје, резиденције музичара и археолошка налазишта.
Стална поставка уметности и историјска збирка о историји Беча обухватају експонате који датирају од неолита до средине 20. века, са акцентом на 19. веку. Поред тога, у Бечком музеју се одржавају разне посебне изложбе.

## Историја
Првобитно познат као Историјски музеј града Беча (Historisches Museum der Stadt Wien), датира од 1887. године, а до 1959. године налазио се у Бечкој градској кући. Први планови за градски музеј на Карлсплацу су са почетка 20. века; један од предложених планова нацртао је познати архитекта Југендстила Ото Вагнер. Међутим, не само због два светска рата, изградња музеја је одложена за неколико деценија.
Године 1953. Градско веће Беча донело је резолуцију да се поводом његовог 80. рођендана ода почаст аустријском председнику и бившем градоначелнику Теодору Кернеру, тако да оствари изградњу музеја. Организован је конкурс за дизајн, на коме је 13 архитеката посебно позвано да учествује (укључујући Клеменса Холцмајстера, Ериха Болтенштерна и Карла Шванцера), али који је био отворен и за друге учеснике. Пројекте је оцењивао жири којим је председавао архитекта Франц Шустер, а чији су остали чланови били архитекте Макс Фелерер и Роланд Рајнер, бечки директор грађевинарства, директор градских збирки, Франц Глик, шеф градског одељења за прописе и начелник Департмана за архитектуру.
Учествовало је 80 такмичара који су пријавили укупно 96 решења. Жири је Освалду Хертлу доделио четврто место, али је он касније "неоправдано" добио уговор да дизајнира зграду, која је изведена у ненаметљивом савременом модерном стилу. Хертл је био задужен и за уређење ентеријера, све до опремања канцеларије директора. Музеј је отворен 23. априла 1959. године као први новоизграђени музеј Друге републике, и деценијама је остао једини те врсте.  
Историјски музеј се више пута истакао својим изложбама. Године 1985, са директором Робертом Вајсенбергером, представљена је изложба Југендштил Traum und Wirklichkeit (Сан и стварност) у бечкој Кући уметника (Künstlerhaus) на супротној страни трга; са више од 600.000 посетилаца; то је била једна од најуспешнијих изложби икада одржаних у Бечу.
2000. године двориште је покривено кровом. Године 2003. под руководством Волфганга Коса, музеји града Беча су уједињени под кровним именом Бечки музеј, а Историјски музеј је преименован у Бечки музеј. Почетком 2006. године, фоаје је реновиран, а осим тога, створен је нови изложбени простор у некадашњем складишту.
Главна зграда музеја представља мешавину историјских и уметничких експоната са намером да посетиоцу понуди пресек развоја града, од његових почетака из неолита преко римског логора Виндобоне до 20. века. Поред сталних поставки, честе су и посебне изложбе.
У јануару 2000. године потписан је меморандум о разумевању и сарадњи са Градским музејом Нагоја, из Јапана, са којим је постао музеј партнер. 

### Најважнији догађаји за 50 година, 1958–2008
У јесен 2008. године, да би прославио 50 година у згради на Карлсплацу, Бечки музеј је објавио листу најважнијих догађаја из своје историје,  укључујући следеће:
- 23. април 1959: Свечано отварање зграде Историјског музеја и прве специјалне изложбе о Хијеронимусу Лешенколу од стране председника Аустрије Адолфа Шерфа
- 1960: Изложба у Бечкој градској оружарници
- 1961: Отварање сталне поставке о уметности и историји Беча
- 1963: Изложба Ота Вагнера: опус архитеката
- 1964: Отварање музеја Пратер; изложба о Бечу око 1900.
- 1968: Изложба о Јозефу Олбриху
- 1969: Изложба о Бечу 1800–1850: Империја и бидермајер
- 1970: Отварање Бетовеновог меморијала у Хајлигенштату
- 1973: Изложба 1850–1900: Свет Рингштрасе
- 1974–1986: Бесплатан улаз у музеј и његове анексе
- 1977: Изложба на Виндобони: Римљани у околини Беча
- 1979: Реновирана Хермесвила постаје јединица Музеја града Беча; један од павиљона градске железнице који су угрожени рушењем на Карлсплацу пребачен је у музеј
- 1980: Изложба о Бечкој кафани: Од почетака до између ратова
- 1981: 106.000 људи посетило изложбу Егона Шилеа са делима из колекције Сержа Сабарског
- 1982: Најдхартове фреске постале су нови музејски анекс
- 1983: Прва велика изложба у Кунстлерхаусу о Турцима на капији Беча
- 1985: Велика изложба о сну и стварности: Беч 1870–1930, рекордних 622.000 посетилаца
- 1986: Изложба о Елизабети Баварској: Усамљеност, моћ и слобода, у Хермесвили
- 1987: Изложба о бидермајеру и предмартовском периоду у Кунстлерхаусу, кустос Борис Подрека
- 1989: Изложба о Арнулфу Рајнеру која путује у Њујорк и Чикаго
- 1993: Изложба о Црвеном Бечу
- 1995: Изложба о Хансу Холајну
- 1997: Изложба о Францу Шуберту, кустос Херман Чех
- 1999: Изложбе о обновљеном Бечу 1800–2000: Пројекти за метрополу; Јохан Штраус: Гром и муње
- 2000: Доградња атријума и покривање крова од стране Димитриса Маникаса; изложба о Хансу Макарту: Принц сликар, у Хермесвили. Успостављена сарадња са градским музејом Нагоје.
- 2002: Одвајање Историјског музеја града Беча од градске власти
- 2003: Преименовање у Бечки музеј
- 2004: Изложба Гастарбајтери: 40 година сеобе радника; велика изложба о Старом Бечу: град који никада није био (Кунстлерхаус)
- 2006: Реновирање од стране BMW Architekten: нови улазни простор, додатни изложбени простор
- 2007: Изложбе: У кафани; На дну: Откриће беде
- 2008: Отварање Музеја Римљана на Хоер Маркту
- 2009: Поновно отварање реновиране Хајднове куће
- 2009-2010: Велика изложба у Кунстлерхаусу: Битка за град: политика, уметност и свакодневни живот око 1930.
- 2018: Изложба о Оту Вагнеру

## Истакнуто из колекције
- Битка за Беч 1683, Франц Гефелс
- Ложа у Софиен сали, Јозеф Енгелхарт
- Ќраљевска породица, Леополд Фертбауер
- Артур Реслер, Егон Шиле
- Ќраљевски бал у Хофбургу, Вилхелм Гаузе
- Жена у жутој хаљини, Макс Курцвајл

- Арнолд Шенберг, Рихард Герст]
- Ќара Мустафа паша
- Једноставност највишег степена, Франц Масершмит
- Портрет Емилије Луизе Флеге, Густав Климт
- Аутопортрет, Антон Фестауер

## Хермесвила
Од 1971. изложбе се приказују у Хермесвили, некадашњој царској резиденцији у Лајнцер Тиргартену на западу Беча, коју је цар Франц Јозеф саградио за своју супругу царицу Елизабету 1882 – 1886. Под бившим градоначелником Бруном Мареком, зграду је обновило Удружење пријатеља Хермесвиле, а затим је преузео град. Стална поставка посвећена је историји зграде и царском пару, који је ту сваке године проводио неколико дана до Елизабетине смрти. Поред тога, постављају се специјалне изложбе о разним темама из културне историје.

## Посебни музеји

### Павиљон Ото Вагнер на Карлсплацу
Од 2005. године, у овој некадашњој згради бечке градске железнице, изложена је стална поставка о животу и делу Ота Вагнера.
Зграда је изграђена 1898. године као један од два Југендстил павиљона са обе стране трга као део изградње градске железнице 1890-их; Ото Вагнер је био уговорни пројектант система. Током планирања 1960-их за нову чворну станицу бечке подземне железнице на Карлсплацу, два павиљона су спасена од рушења, демонтирана, рестаурирана и враћена на своје место 1977. године након завршетка грађевинских радова на тргу. Они више не служе никаквој транспортној сврси.

### Ото ВагнерХофпавиљону Хицингу
Pavillon des k.u.k. Allerhöchsten Hofes (Павиљон краљевског и царског двора) у Хицингу код палате Шенбрун изграђен је 1899. године по пројекту Ота Вагнера као посебна станица за употребу цара и чланова његовог двора када користе градску железницу. Није био укључен у првобитне планове за железницу, али је Вагнер почео да га гради самоиницијативно и коначно је успео да придобије министра за железнице Хајнриха фон Витека. За разлику од осталих станица, овај павиљон са куполом има барокне елементе, што би се могло протумачити као знак поштовања према цару од стране архитекте. Изграђен је на улазном крају перона на станици Хицинг, која је отворена 1898. године.
Познато је да је цар користио станицу само у два наврата: 1899. године када је отворио једну линију градске железнице и априла 1902. године. Данас су у сталној поставци царска чекаоница и радна соба и друге просторије у згради.

### Музеј Пратер
Музеј Пратер се налази у парку Пратер, у згради планетаријума у близини Великог точка. Представља историју највећег бечког забавног парка са експонатима као што су стара механичка гатара и застрашујуће вожње и споредне представе. Музеј је 1933. године основао учитељ и локални историчар Ханс Пемер у свом дому, а поклонио га је 1964. године граду Бечу, који је изградио садашњи музеј. 

### Музеј сатова
Бечки музеј сатова у Палати Обици у Првом округу, основан 1917. године, један је од најзначајнијих те врсте у Европи. У приземљу су изложене збирке првог и дугогодишњег директора музеја Рудолфа Кафтана и песникиње Марије фон Ебнер-Ешенбах. Током Другог светског рата, "Кућа десет хиљада сатова", како је још позната, је затворена. Постојали су покушаји да се вредни сатови ради сигурности раселе у разне замкове у Доњој Аустрији, али само са делимичним успехом. После рата отпочели су радови на обнови збирке; захваљујући средствима Града Беча и приватним донацијама, збирци је додато још неколико раритета. 

### Библиотека модне колекције
Бечки музеј има модну колекцију у Мајдлингу, поред Бечке школе моде у дворцу Хецендорф. Није отворен за јавност, али јавност може користити приложену библиотеку, која се састоји од преко 12.000 томова и бројних периодичних публикација, фотографија и око 3.000 гравура на тему моде.

## Резиденције музичара
Бечки музеј обухвата бројне резиденције у којима су се рађали, живели и умирали истакнути композитори, које су углавном у изворном стању и намењене посетиоцима да омогуће увид у свакодневни живот уметника. Експонати укључују музичке рукописе, али и предмете које су користили.

### Моцартова резиденција
Собе у Моцартовом дому у Домгасе, у близини Катедрале Светог Стефана, једине су од резиденција Волфганга Амадеуса Моцарта у Бечу које су сачуване (а оригинални намештај није сачуван). Моцарт је овде живео од 1784. до 1787. године, а за то време је компоновао, између осталих дела, и своју оперу Фигарова женидба, због чега је кућа данас позната и као Фигарова кућа. Стан је деценијама отворен за посетиоце; поново је отворен почетком 2006. године након реновирања. Кућа има неколико спратова изложбеног простора укључујући предмете као што је сто за којим је Моцарт наводно компоновао Чаробну фрулу.

### Бетовенова резиденција  у Хајлигенштату
Лудвиг ван Бетовен провео је лето 1802. у кући у Хајлигенштату, који је у то време био предграђе Беча. Постојала је бања, где је Бетовен покушао да смањи или излечи своју све већу глувоћу. Током овог боравка радио је на композицијама укључујући и своју Другу симфонију, али је такође — у епизоди депресије и очаја због стања слуха — написао свој Хајлигенштатски тестамент. Према усменом предању, кућа је била у Херенгасе 6, сада Пробусгасе 6; ово је, међутим, спорно, пошто у то време није било евиденције о регистрацији за предграђе Беча, а у Бетовеновим писмима се адреса не помиње.

### Кућа Ероика
Кућа Ероика је спомен на Бетовенов боравак у Обердеблингу у лето 1803. године, током којег је компоновао велики део своје симфоније бр. 3 - Ероика. Међутим, Бетовен никада није остао у кући. Јозеф Бек-Гнаденау је погрешно идентификовао зграду, јер није знао да су куће пренумерисане 1804, а не 1802. Године 1872, Алекандер Вилок Тајер је идентификовао тачну кућу: Хофцајле 15, која више не постоји.

### Пасквалати кућа
Од 1804-1808 и од 1810-1814, Бетовен је живео у кући свог заштитника Јохана Баптиста Фрајхера фон Пасквалатија на Молкер Бастиону (остатак старих градских зидина) у Првом округу. Овде је компоновао, између осталих дела, Пету и Шесту симфонију, За Елизу, Надвојводски трио и своју једину оперу Фиделио. Пошто Бетовенов стварни стан у северном делу четвртог спрата има станара, суседни стан је изложен као Бетовенова изложба.

### Хајднова кућа
Године 1793, Јозеф Хајдн је стекао кућу која је сада на адреси Хајднгасе 19 у Маријахилфу и живео у њој до своје смрти 1809. Првобитна адреса се налазила у засеоку Обере Виндмиле, који је био део периферног града Виндмиле, али је био скоро у потпуности окружен већим градом Гумпендорфом и био део његове парохије. Овде је Хајдн компоновао, између осталих дела, ораторијуме Стварање и Годишња доба. Године 1862. улица је преименована у име својих најпознатијих становника, а кућа је од 1899. године спомен обележје, а од 1904. музеј. У једној од просторија изложен је композиторски сто Јоханеса Брамса. 2009. године, на 200. годишњицу Хајднове смрти, стална поставка је преуређена и проширена; наглашава композиторове последње године.

### Родно место Франца Шуберта
Франц Шуберт је провео прве четири и по године свог живота у овој кући у Нусдорфер улици у Химелпфортгрунду, данашњем Алзергрунду, у 9. бечком округу. Један важан експонат су Шубертове наочаре. У кући је изложено и око 50 слика Адалберта Штифтера.

### Шубертово место смрти
Шуберт је провео само последња два и по месеца свог живота у стану свог брата Фердинанда у Кетенбрикенгасе у Видену, где је и умро 1828. Експонати укључују његове последње нацрте композиција и копију последњег писма које је написао Францу фон Шоберу.

### Резиденција Јохана Штрауса
Стан у Пратерштрасе у Леополдштату био је резиденција Јохана Штрауса Млађег 1860-их. Овде је поред осталих дела компоновао и валцер На лепом плавом Дунаву, чије прве ноте традиционално отварају Новогодишњи концерт за Бечлије.

## Археолошка налазишта
Бечки музеј обухвата низ археолошких локалитета који документују различите периоде у историји града. Сви се налазе у Првом округу.

### Налазиште на Михаелерплацу
Археолошким ископавањима на Михаелерплацу између 1989. и 1991. откривено је, између осталог, насеље Канабе повезано са римским логором у Виндобони. Првенствено се састоји од резиденција жена и деце војника. Место ископавања је од 1991. године трајно доступно јавности; дизајн презентације је архитекта Ханс Холајн.

### Вергилијева капела
Вергилијева капела у близини катедрале Светог Стефана саграђена је око 1250. године, али је у 14. веку постала крипта за богату породицу. Године 1732. гробље катедрале је напуштено, а 1781. изгорела је суседна капела Свете Марије Магдалене, након чега је Вергилијева капела напуњена и на крају заборављена. Сада се налази отприлике 12 метара испод Стефансплаца и поново је откривена 1973. током изградње бечког метроа; сада је интегрисана у станицу Стефанспла и одатле се може доћи до ње.

### Музеј Римљана
На Хоер Маркту северно од Стефансплаца, изложене су ископане рушевине кућа које су служиле као конаци за официре у Виндобони, заједно са експонатима керамичког посуђа, надгробних споменика и других предмета који осветљавају живот пре 2.000 година у римском логору и придруженом граду. Овај музејски анекс, раније познат као „Римске рушевине“, проширен је и поново отворен у мају 2008. као Музеј Римљана. 

### Римске рушевине под ватрогасним штабом
У подруму ватрогасног штаба у Ам Хофу налазе се остаци главног дренажног канала који је некада водио отпадне воде из јужног дела римског логора до потока који је данас улица Тифер Грабен. Очувани у изворном стању, откривени су 1950-их година током ископавања темеља када се обнављао пожарни штаб, уништен бомбардовањем током Другог светског рата. На дубини од скоро 3 метра, откривене су рушевине зида римског логора, зидна кула, део улице која је ишла поред зида и део канала испод зида. 

### Најдхартове фреске
Најдхартове фреске налазе се у згради из 14. века у Тухлаубену и најстарије су преживеле световне зидне слике у Бечу. Циклус слика изведен је 1398. године на зидовима тадашње банкет сале по налогу богатог трговца Мишела Меншајна. Највећим делом приказују сцене из живота песника Најдхарта фон Ројентала. Откривене су 1979. испод слоја малтера када је зграда била реновирана, а од 1982. године су доступне на увид јавности. 